# Monastère de Pirkovac
Le monastère de Pirkovac (en serbe cyrillique : Манастир Пирковац ; en serbe latin : Manastir Pirkovac) est un monastère orthodoxe serbe situé à Pirkovac, dans la municipalité de Svrljig et dans le district de Nišava, en Serbie. Il est inscrit sur la liste des monuments culturels protégés de la république de Serbie (identifiant no SK 2053),,.
Le monastère et son église sont dédiés à l'archange saint Gabriel,.

## Présentation

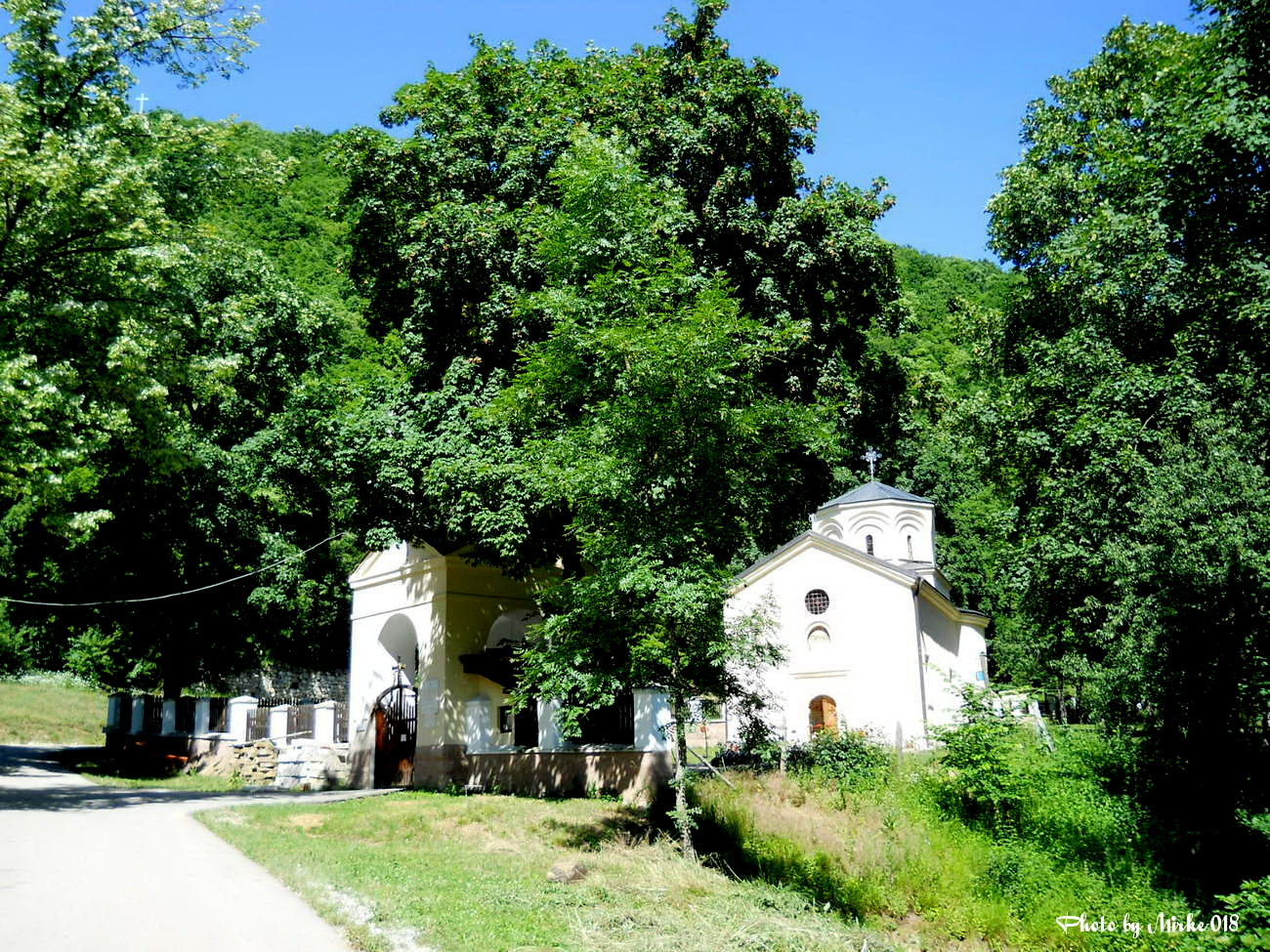
L'entrée du monastère.

Le monastère est situé à la limite des monts Raila et Ljubovnik, à environ 20 km de Svrljig.
Selon la tradition, il remonte à la dynastie des Nemanjić et a été fondé par les frères Vuja et Gruja de Rudnik près de Milanovac, là où ces deux frères autrefois séparés se sont un jour retrouvés. Le monastère est mentionné dans des « defters » (recensements) ottomans des XVe et XVIe siècles et est alors associé au village voisin de Rašinac, aujourd'hui disparu,, ce qui lui vaut son nom officiel de « monastère Saint-Gabriel de Rašinac »,.
Le monastère a été plusieurs fois détruit. Sa reconstruction est mentionnée en 1518, 1857, 1863, 1890 et 1896. Lors de la reconstruction de 1863, la façade occidentale a été démolie pour permettre l'agrandissement de l'édifice et l'ancienne iconostase en pierre a été remplacée par une nouvelle iconostase en bois,.
L'ensemble monastique comprend l'église, un clocher-tour, une maison paroissiale et des dépendances utilisées à des fins économiques. À l'ouest se trouve une vieille école remontant à 1883 et, au nord, un mur de pierre, vestige d'un ancien porche.
Outre la nef, l'église est constituée d'une abside orientale et de deux absides latérales étroites ; elle est formée de cinq travées dont trois remontent à l'édifice d'origine ; elle est surmontée d'une coupole reposant sur une base octogonale. L'iconostase a été peinte en 1896 par Lazar Krdžalić de Belgrade. Les fresques actuelles ont été réalisées en 1941 et recouvrent des peintures plus anciennes.
Laissé à l'abandon, le monastère a retrouvé sa vocation d'origine en 2002.